# Montjoie-en-Couserans
Pour les articles homonymes, voir Montjoie.
Montjoie-en-Couserans est une commune française située dans le nord-ouest du département de l'Ariège, en région Occitanie. Sur le plan historique et culturel, la commune fait partie du Couserans, pays aux racines gasconnes structuré par le cours du Salat.
Exposée à un climat océanique altéré, elle est drainée par le Volp, le Baup, le ruisseau de badech, le ruisseau de birosse et par divers autres petits cours d'eau. Incluse dans le parc naturel régional des Pyrénées ariégeoises, la commune possède un patrimoine naturel remarquable :  un espace protégé (les « ruisseaux à écrevisses : l'Artix, le Moulicot et le Volp ») et six zones naturelles d'intérêt écologique, faunistique et floristique.
Montjoie-en-Couserans est une commune rurale qui compte 1 001 habitants en 2022, après avoir connu une forte hausse de la population depuis 1975. Elle fait partie de l'aire d'attraction de Saint-Girons. Ses habitants sont appelés les Montjoliens ou Montjoliennes.
Le patrimoine architectural de la commune comprend deux  immeubles protégés au titre des monuments historiques : l'église Notre-Dame-de-l'Assomption, classée en 1901, et la Porte de ville, inscrite en 1965.

## Géographie

### Localisation
La commune de Montjoie-en-Couserans se trouve dans le département de l'Ariège, en région Occitanie.
Elle se situe à 37 km à vol d'oiseau de Foix, préfecture du département, à 2 km de Saint-Girons, sous-préfecture, et à 2 km de Saint-Lizier, bureau centralisateur du canton des Portes du Couserans dont dépend la commune depuis 2015 pour les élections départementales.
La commune fait en outre partie du bassin de vie de Saint-Girons.
Les communes les plus proches sont : 
Saint-Lizier (1,8 km), Saint-Girons (2,2 km), Lorp-Sentaraille (3,4 km), Eycheil (3,7 km), Montesquieu-Avantès (3,9 km), Gajan (4,4 km), Taurignan-Vieux (4,7 km), Encourtiech (5,0 km).
Sur le plan historique et culturel, Montjoie-en-Couserans fait partie du Couserans, pays aux racines gasconnes structuré par le cours du Salat (affluent de la Garonne), que rien ne prédisposait à rejoindre les anciennes dépendances du comté de Foix.
Montjoie-en-Couserans est limitrophe de neuf autres communes.
Les communes limitrophes sont  Contrazy, Encourtiech, Gajan, Lescure, Montardit, Montesquieu-Avantès, Rivèrenert, Saint-Girons et Saint-Lizier.
| Gajan        | Montardit             | Contrazy            |
| Saint-Lizier | Montjoie-en-Couserans | Montesquieu-Avantès |
| Saint-Girons | Encourtiech           | Lescure, Rivèrenert |

### Géologie et relief
La commune est située dans les Pyrénées, une chaîne montagneuse jeune, érigée durant l'ère tertiaire (il y a 40 millions d'années environ), en même temps que les Alpes. Les terrains affleurants sur le territoire communal sont constitués de roches sédimentaires datant du Mésozoïque, anciennement appelé Ère secondaire, qui s'étend de −252,2 à −66,0 Ma. La structure détaillée des couches affleurantes est décrite dans les feuilles « n°1056 - Le Mas d'Azil » et « n°1074 - Saint-Girons » de la carte géologique harmonisée au 1/50 000ème du département de l'Ariège, et leurs notices associées,.
La superficie cadastrale de la commune publiée par l’Insee, qui sert de références dans toutes les statistiques, est de 29,63 km2,. La superficie géographique, issue de la BD Topo, composante du Référentiel à grande échelle produit par l'IGN, est quant à elle de 29,92 km2. Son relief est relativement accidenté puisque la dénivelée maximale atteint 284 mètres. L'altitude du territoire varie entre 393 m et 677 m.
La superficie de la commune est de 2 963 hectares ; son altitude varie de 393  à   677 mètres.

### Hydrographie

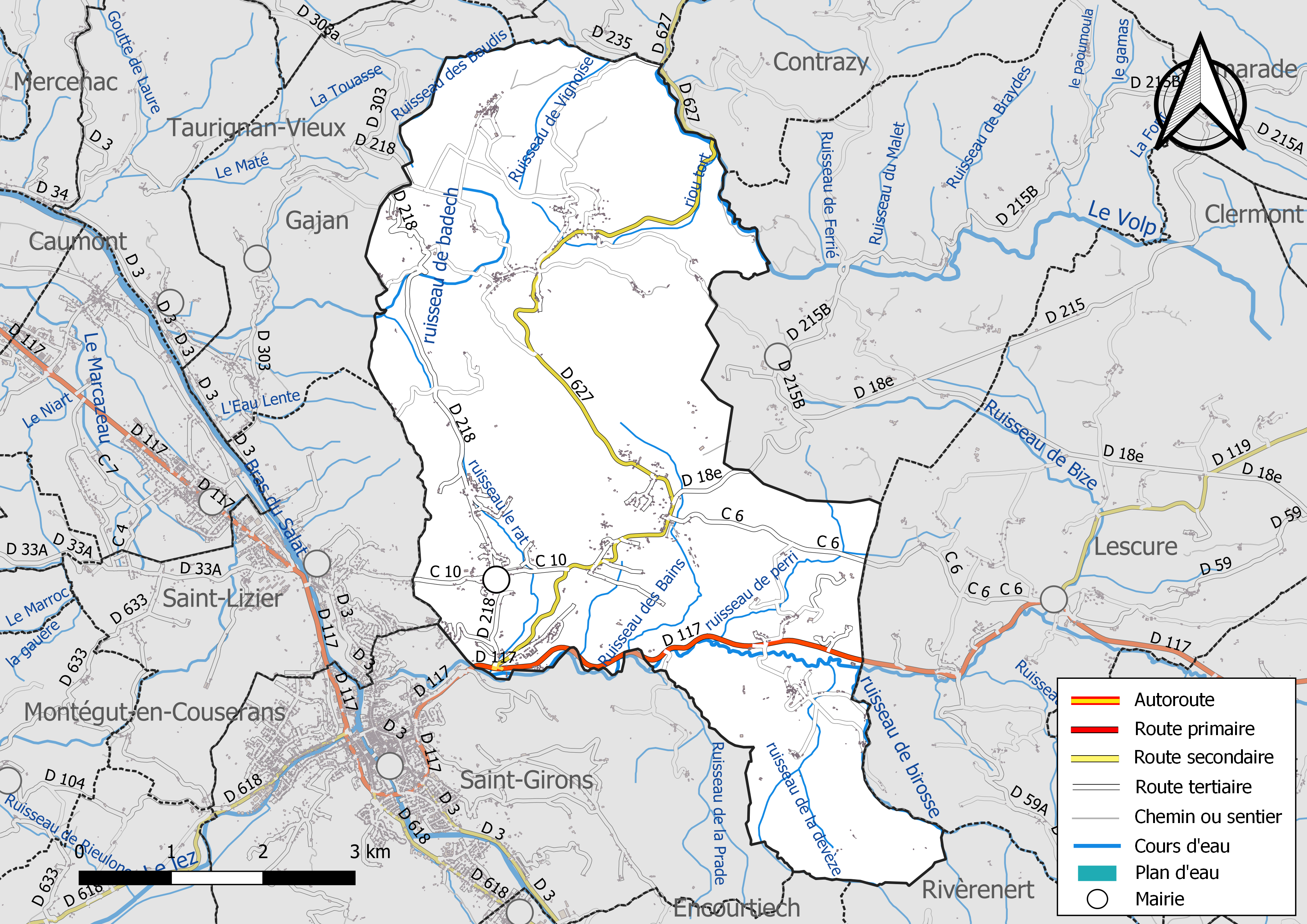
Réseaux hydrographique et routier de Montjoie-en-Couserans.

La commune est dans le bassin versant de la Garonne, au sein du bassin hydrographique Adour-Garonne. Elle est drainée par le Volp, le Baup, le ruisseau de badech, le ruisseau de birosse, un bras du Baup, riou tort, le ruisseau de Honta, le ruisseau de la devèze, le ruisseau de la Prade, le ruisseau de perri, le ruisseau des Bains, le ruisseau des Baudis, le ruisseau de Tachoué, le ruisseau de Vignoise, et par divers petits cours d'eau, constituant un réseau hydrographique de 36 km de longueur totale,.
Le Volp, d'une longueur totale de 40,3 km, prend sa source dans la commune de Lescure et s'écoule du sud vers le nord. Il traverse la commune et se jette dans la Garonne à Cazères, après avoir traversé 13 communes.
Le Baup, d'une longueur totale de 20,1 km, prend sa source dans la commune de Rimont et s'écoule d'est en ouest. Il traverse la commune et se jette dans le Salat à Saint-Lizier, après avoir traversé 6 communes.

### Climat
Pour des articles plus généraux, voir Climat de l'Occitanie et Climat de l'Ariège.
En 2010, le climat de la commune est de type climat océanique altéré, selon une étude s'appuyant sur une série de données couvrant la période 1971-2000. En 2020, Météo-France publie une typologie des climats de la France métropolitaine dans laquelle la commune est exposée à un climat de montagne et est dans la région climatique Pyrénées centrales, caractérisée par une pluviométrie annuelle de 1 000 à 1 200 mm.
Pour la période 1971-2000, la température annuelle moyenne est de 12,1 °C, avec une amplitude thermique annuelle de 15,3 °C. Le cumul annuel moyen de précipitations est de 905 mm, avec 9,7 jours de précipitations en janvier et 6,6 jours en juillet. Pour la période 1991-2020, la température moyenne annuelle observée sur la station météorologique la plus proche, située sur la commune de Lorp-Sentaraille à 3 km à vol d'oiseau, est de 12,5 °C et le cumul annuel moyen de précipitations est de 973,2 mm,. Pour l'avenir, les paramètres climatiques de la commune estimés pour 2050 selon différents scénarios d'émission de gaz à effet de serre sont consultables sur un site dédié publié par Météo-France en novembre 2022.

### Milieux naturels et biodiversité

#### Espaces protégés
La protection réglementaire est le mode d’intervention le plus fort pour préserver des espaces naturels remarquables et leur biodiversité associée,.
La commune fait partie du parc naturel régional des Pyrénées ariégeoises, créé en 2009 et d'une superficie de 245 973 ha, qui s'étend sur 138 communes du département. Ce territoire unit les plus hauts sommets aux frontières de l’Andorre et de l’Espagne (la Pique d'Estats, le mont Valier, etc) et les plus hautes vallées des avants-monts, jusqu’aux plissements du Plantaurel.
Un  autre espace protégé est présent sur la commune : 
les « ruisseaux à écrevisses : l'Artix, le Moulicot et le Volp », objet d'un arrêté de protection de biotope, d'une superficie de 9,8 ha.

#### Zones naturelles d'intérêt écologique, faunistique et floristique
L’inventaire des zones naturelles d'intérêt écologique, faunistique et floristique (ZNIEFF) a pour objectif de réaliser une couverture des zones les plus intéressantes sur le plan écologique, essentiellement dans la perspective d’améliorer la connaissance du patrimoine naturel national et de fournir aux différents décideurs un outil d’aide à la prise en compte de l’environnement dans l’aménagement du territoire.
Quatre ZNIEFF de type 1 sont recensées sur la commune :
- l'« aval du ruisseau du Baup et affluents » (106 ha), couvrant 6 communes du département[32] ;
- les « collines de l'ouest du Séronais, du Mas-d'Azil à Saint-Lizier » (7 543 ha), couvrant 11 communes du département[33] ;
- le « cours du Volp » (204 ha), couvrant 15 communes dont 11 dans l'Ariège et 4 dans la Haute-Garonne[34] ;
- le « massif de l'Arize, versant nord » (12 354 ha), couvrant 23 communes du département[35] ;

et deux ZNIEFF de type 2, : 
- les « coteaux de l'est du Saint-Gironnais » (15 037 ha), couvrant 18 communes du département[36] ;
- le « massif de l'Arize » (42 110 ha), couvrant 40 communes du département[37].

Carte des ZNIEFF de type 1 et 2 à Montjoie-en-Couserans.
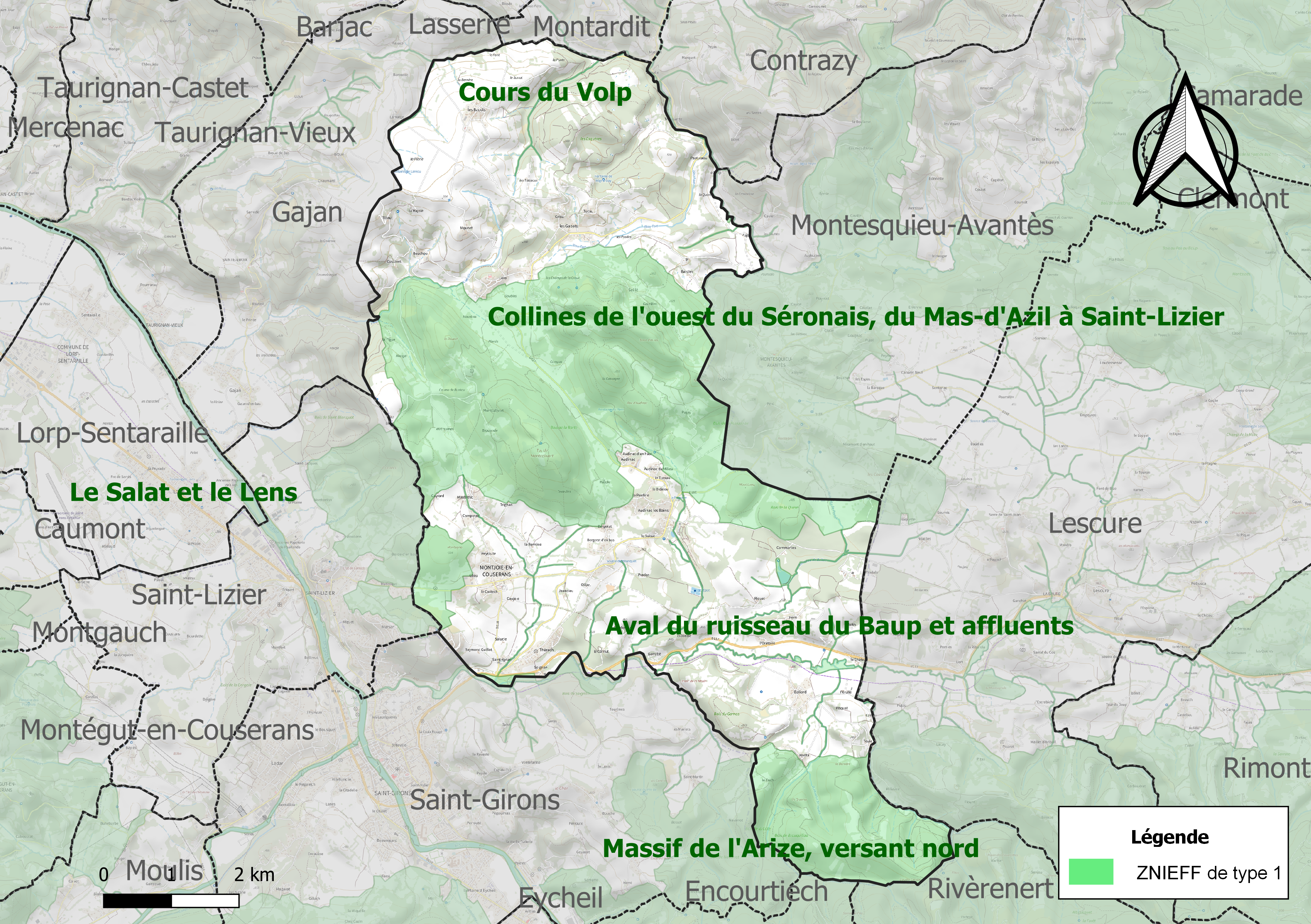
Carte des ZNIEFF de type 1 sur la commune.
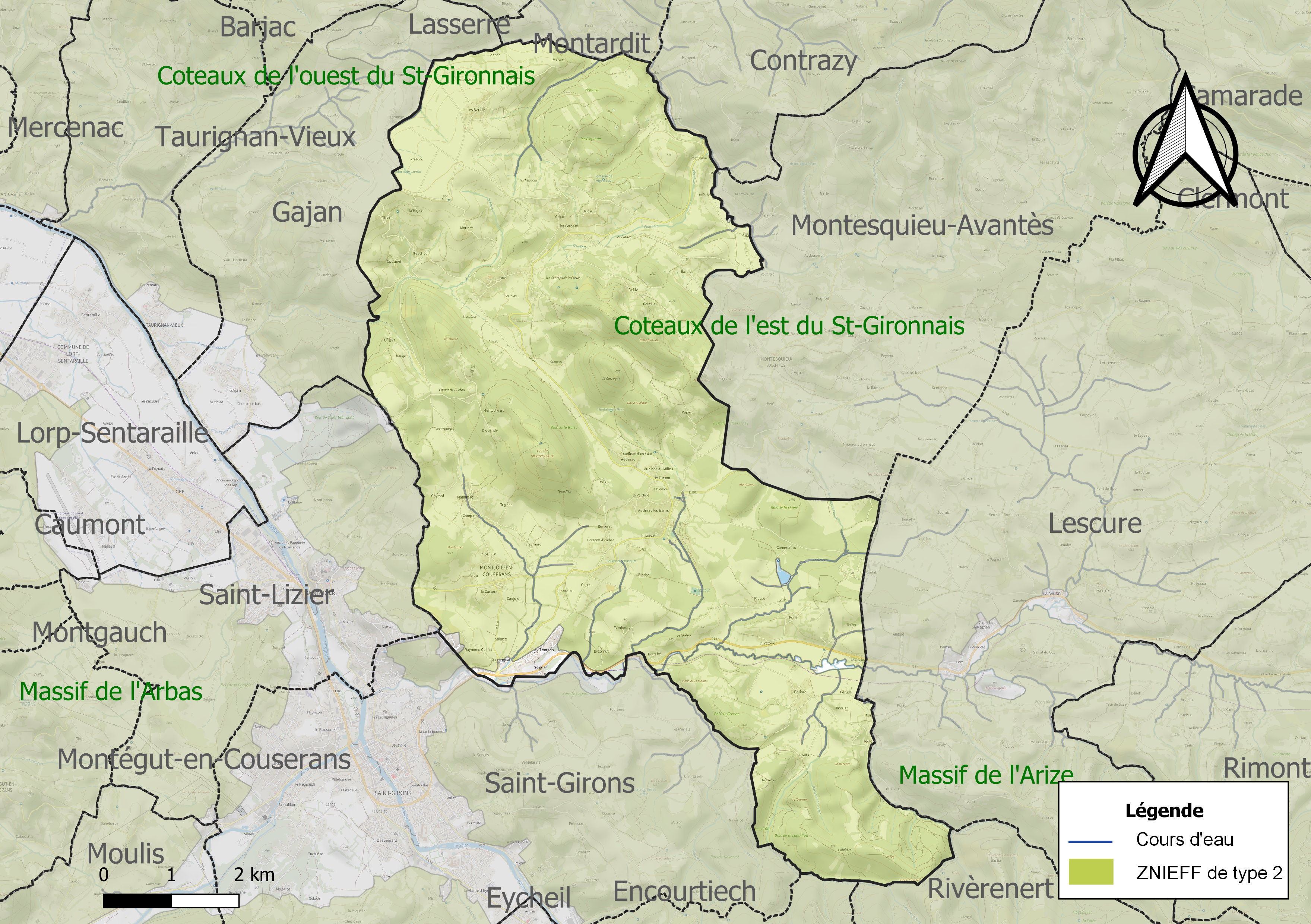
Carte des ZNIEFF de type 2 sur la commune.

## Urbanisme

### Typologie
Au 1er janvier 2024, Montjoie-en-Couserans est catégorisée commune rurale à habitat dispersé, selon la nouvelle grille communale de densité à 7 niveaux définie par l'Insee en 2022.
Elle est située hors unité urbaine. Par ailleurs la commune fait partie de l'aire d'attraction de Saint-Girons, dont elle est une commune de la couronne,. Cette aire, qui regroupe 70 communes, est catégorisée dans les aires de moins de 50 000 habitants,.

### Occupation des sols
L'occupation des sols de la commune, telle qu'elle ressort de la base de données européenne d’occupation biophysique des sols Corine Land Cover (CLC), est marquée par l'importance des territoires agricoles (65,2 % en 2018), une proportion identique à celle de 1990 (65,2 %). La répartition détaillée en 2018 est la suivante : 
prairies (35,2 %), forêts (33,6 %), zones agricoles hétérogènes (20,3 %), terres arables (9,7 %), milieux à végétation arbustive et/ou herbacée (1,1 %), zones urbanisées (0,1 %). L'évolution de l’occupation des sols de la commune et de ses infrastructures peut être observée sur les différentes représentations cartographiques du territoire : la carte de Cassini (XVIIIe siècle), la carte d'état-major (1820-1866) et les cartes ou photos aériennes de l'IGN pour la période actuelle (1950 à aujourd'hui).

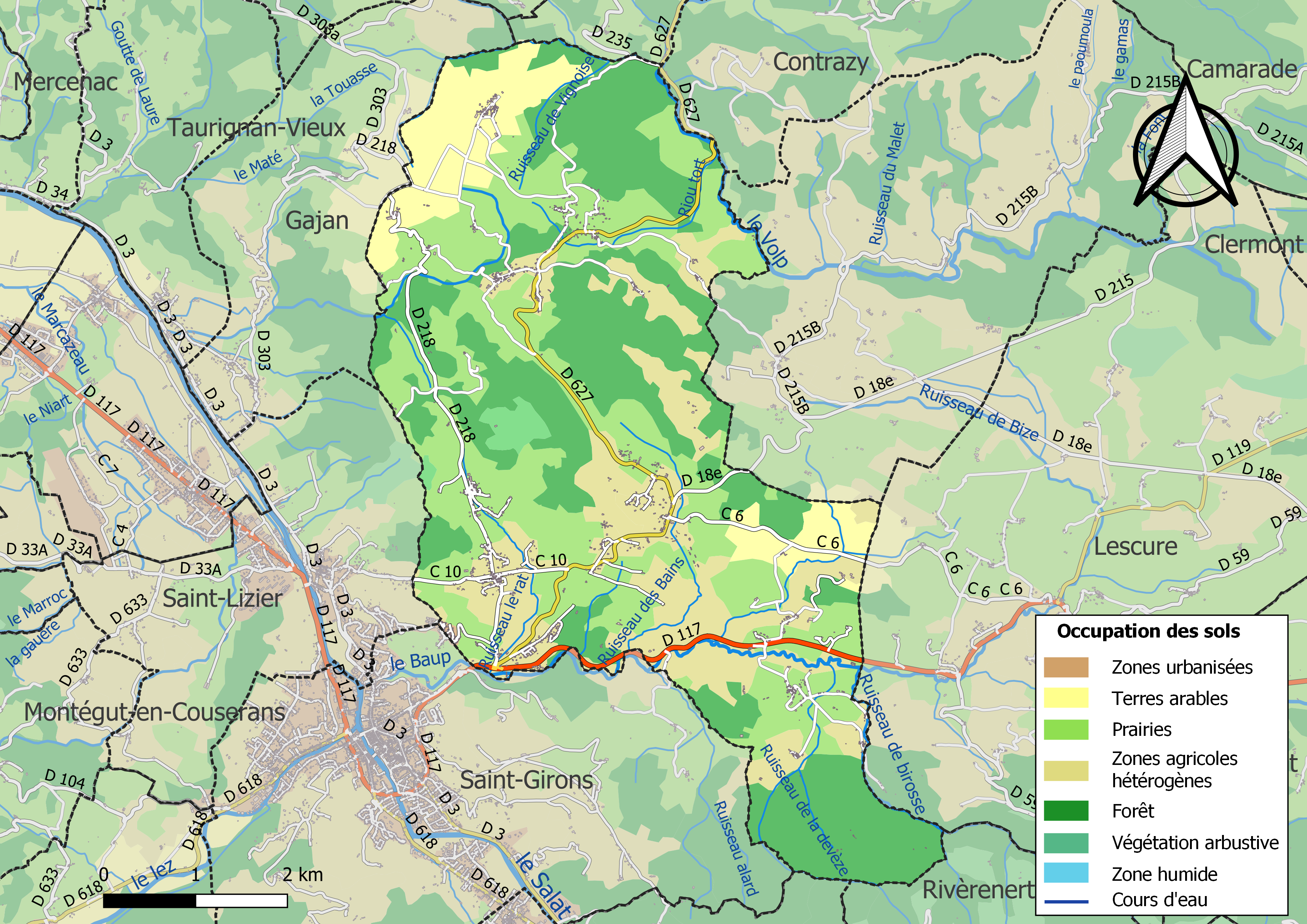
Carte des infrastructures et de l'occupation des sols de la commune en 2018 (CLC).

### Hameaux
La commune est vaste et compte plusieurs villages et hameaux dont les principaux sont : Audinac-les-Bains, Baliard, les Baudis, Belloc, les Gabats, Lara…

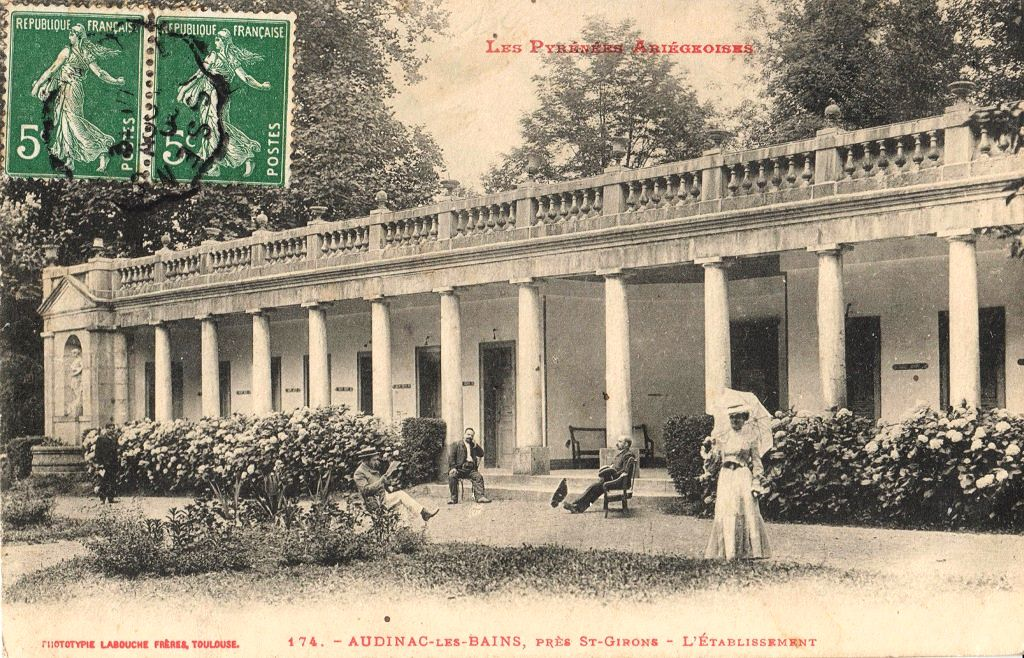
Bâtiment thermal d'Audinac autrefois.
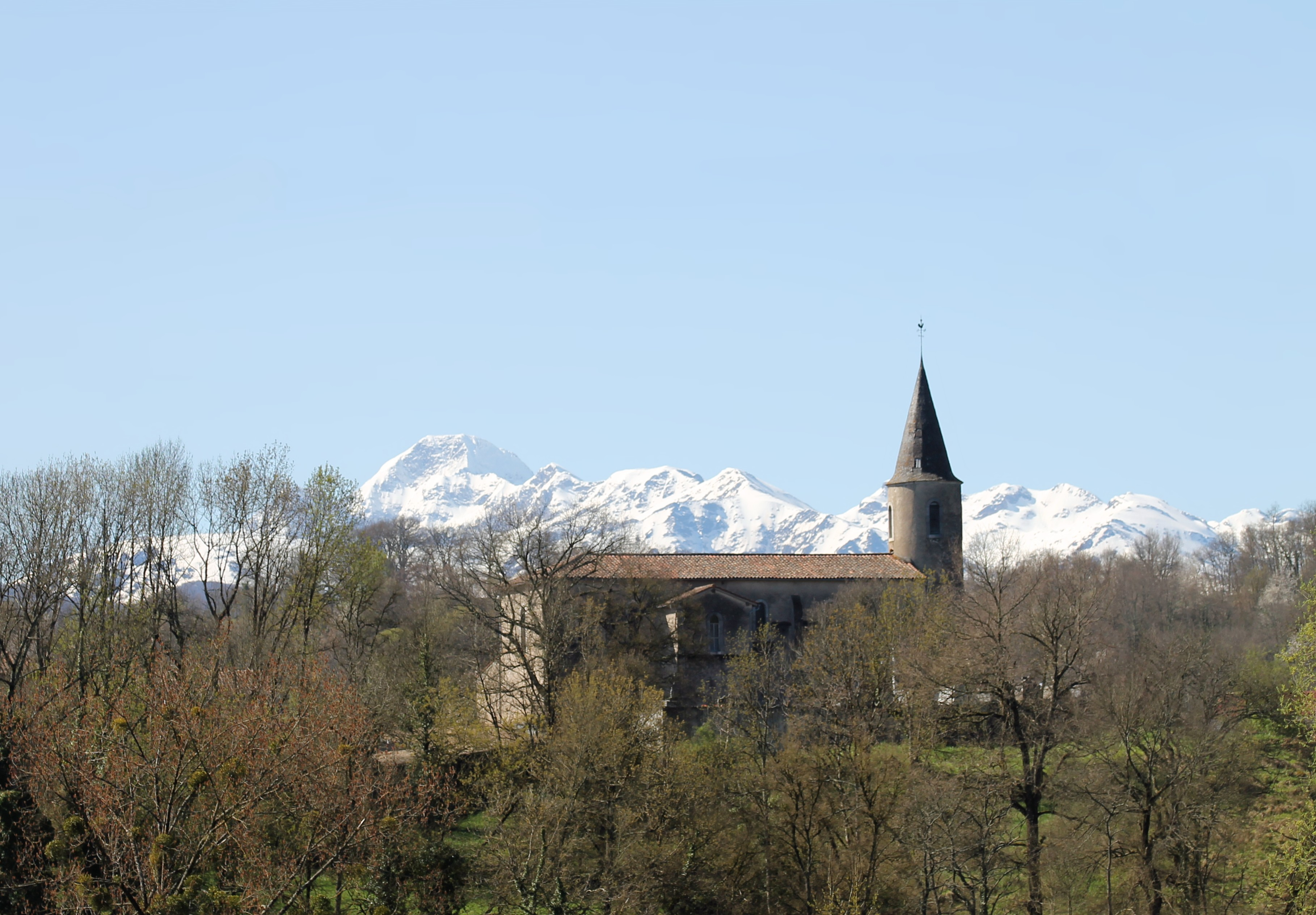
Église Saint-Hilaire-et-Sainte-Eulalie de Lara avec vue sur le mont Valier.

### Habitat et logement
En 2018, le nombre total de logements dans la commune était de 660, alors qu'il était de 625 en 2013 et de 583 en 2008.
Parmi ces logements, 76,9 % étaient des résidences principales, 12,3 % des résidences secondaires et 10,7 % des logements vacants. Ces logements étaient pour 96,6 % d'entre eux des maisons individuelles et pour 2,8 % des appartements.
Le tableau ci-dessous présente la typologie des logements à Montjoie-en-Couserans en 2018 en comparaison avec celle de l'Ariège et de la France entière. Une caractéristique marquante du parc de logements est ainsi une proportion de résidences secondaires et logements occasionnels (12,3 %) inférieure à celle du département (24,6 %) mais supérieure à celle de la France entière (9,7 %). Concernant le statut d'occupation de ces logements, 86,6 % des habitants de la commune sont propriétaires de leur logement (84 % en 2013), contre 66,3 % pour l'Ariège et 57,5 % pour la France entière.
| Typologie                                               | Montjoie-en-Couserans | Ariège | France entière |
| ------------------------------------------------------- | --------------------- | ------ | -------------- |
| Résidences principales (en %)                           | 76,9                  | 65,7   | 82,1           |
| Résidences secondaires et logements occasionnels (en %) | 12,3                  | 24,6   | 9,7            |
| Logements vacants (en %)                                | 10,7                  | 9,7    | 8,2            |

### Voies de communication et transports
Accès avec les routes départementales D 117, D 218 et D 627.

### Risques majeurs
Le territoire de la commune de Montjoie-en-Couserans est vulnérable à différents aléas naturels : inondations, climatiques (grand froid ou canicule), feux de forêts, mouvements de terrains et séisme (sismicité modérée). Il est également exposé à un risque technologique,  le transport de matières dangereuses,.

#### Risques naturels

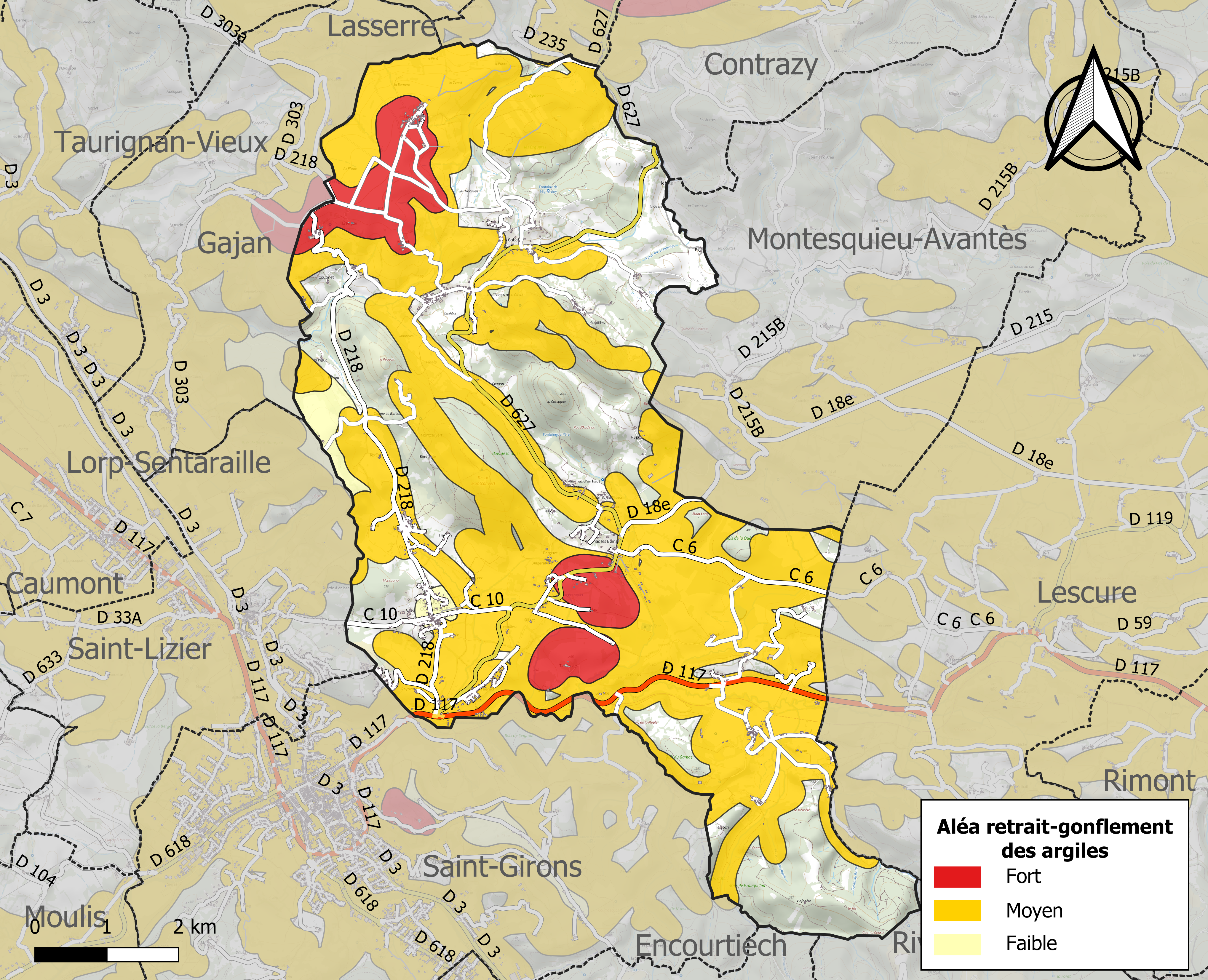
Zonage de l'aléa retrait-gonflement des argiles sur la commune de Montjoie-en-Couserans.

Certaines parties du territoire communal sont susceptibles d’être affectées par le risque d’inondation par débordement, crue torrentielle d'un cours d'eau, le Volp, ou ruissellement d'un versant.
Les mouvements de terrains susceptibles de se produire sur la commune sont soit des chutes de blocs, soit des glissements de terrains, soit des effondrements liés à des cavités souterraines, soit des mouvements liés au retrait-gonflement des argiles. Près de 50 % de la superficie du département est concernée par l'aléa retrait-gonflement des argiles, dont la commune de Montjoie-en-Couserans. L'inventaire national des cavités souterraines permet par ailleurs de localiser celles situées sur la commune.
Ces risques naturels sont pris en compte dans l'aménagement du territoire de la commune par le biais d'un plan de prévention des risques (PPR) inondation et mouvement de terrain approuvé le 18 avril 2011.

#### Risques technologiques
Le risque de transport de matières dangereuses par une infrastructure routière ou ferroviaire ou par une canalisation de transport de gaz concerne la commune. Un accident se produisant sur une telle infrastructure est en effet susceptible d’avoir des effets graves au bâti ou aux personnes jusqu’à 350 m, selon la nature du matériau transporté. Des dispositions d’urbanisme peuvent être préconisées en conséquence.

## Toponymie
« Montjoie » serait un dérivé du germanique mundgawi (« protection du territoire ») qui aurait été mal traduit par le latin mons gaudii (« mont de la joie »). L'oïl montjoie est attesté au sens de « monticule servant d’observatoire, tas de pierre ou édicule pour indiquer le chemin ou pour garder un souvenir glorieux » et sa traduction en occitan montjòia prend le sens de « bloc de pierre servant de borne ou de limite ou consacrant un souvenir ».
Montjoie-en-Couserans pourrait être issue de Mons Jovis, « Mont de Jupiter ». Les Gaulois vénéraient leurs ancêtres et si celui-ci était roi ou héros, il devenait un demi-dieu et ses descendants lui rendaient un culte. Pour que ses pouvoirs agissent mieux, il était utile de posséder sa tombe qui était vénérée, et où les Celtes passaient la nuit pour recueillir ses oracles. Ils associèrent l’adoration d’un dieu à la vénération d’un très ancien tumulus, et c’est ce qui dut avoir lieu au Lendit. Cet ancêtre divinisé n'est pas connu mais on peut noter qu'il est possible que ce dieu ait été assimilé à Jupiter car le lieu fut appelé Mons Jovis, « mont de Jupiter ».

## Histoire
La bastide de Montjoie fut fondée en 1268 par Alphonse de Poitiers, prince de sang royal, frère de saint Louis et grand bâtisseur, en contrat de paréage avec l'Évêque de Couserans.
Henri-Louis Duclos (1815-1900) dans son livre de référence « Histoire des Ariégeois » relate un événement ayant eu lieu durant les guerres de religion, peu avant 1618. « A l’approche des Protestants qui venaient d’envahir la ville de Saint-Lizier, la population du village de Montjoie, le curé en tête, vint se réfugier dans le château de Seignan. Le malheureux desservant avait oublié les hosties consacrées dans le tabernacle de son église, et en fit part au châtelain du lieu, M. de Castéras Seignan ; Celui-ci n'écoutant que sa foi et ses principes religieux, demanda l'absolution et se précipita vers l'église. A peine avait-il pris les hosties que les Huguenots entrèrent dans le temple et poignardèrent le noble seigneur sur les marches de l'autel… C'est de là que viennent les droits de la maison de Castéras Seignan d'être enterrés dans la partie gauche du sanctuaire ».
Le même auteur affirme que les archives du village de Montjoie furent brûlées en 1793.
Des années 1860 jusqu'à la Seconde Guerre mondiale, la station thermale d'Audinac était réputée pour ses eaux sulfatées, calciques et légèrement magnésiennes. Réquisisionné en octobre 1941, l'hôtel thermal hébergera le centre d'éducation Bayard pour y regrouper des jeunes élèves des écoles militaires préparatoires jusqu'en juin 1944.

## Politique et administration

### Découpage territorial
La commune de Montjoie-en-Couserans est membre de la communauté de communes Couserans-Pyrénées, un établissement public de coopération intercommunale (EPCI) à fiscalité propre créé le 18 novembre 2016 dont le siège est à Saint-Lizier. Ce dernier est par ailleurs membre d'autres groupements intercommunaux.
Sur le plan administratif, elle est rattachée à l'arrondissement de Saint-Girons, au département de l'Ariège, en tant que circonscription administrative de l'État, et à la région Occitanie.
Sur le plan électoral, elle dépend du canton des Portes du Couserans pour l'élection des conseillers départementaux, depuis le redécoupage cantonal de 2014 entré en vigueur en 2015, et de la deuxième circonscription de l'Ariège  pour les élections législatives, depuis le redécoupage électoral de 1986.

### Administration municipale
Le nombre d'habitants au recensement de 2011 étant compris entre 500 et 1 499 habitants, le nombre de membres du conseil municipal pour l'élection de 2014 est de quinze,[source insuffisante].

### Liste des maires

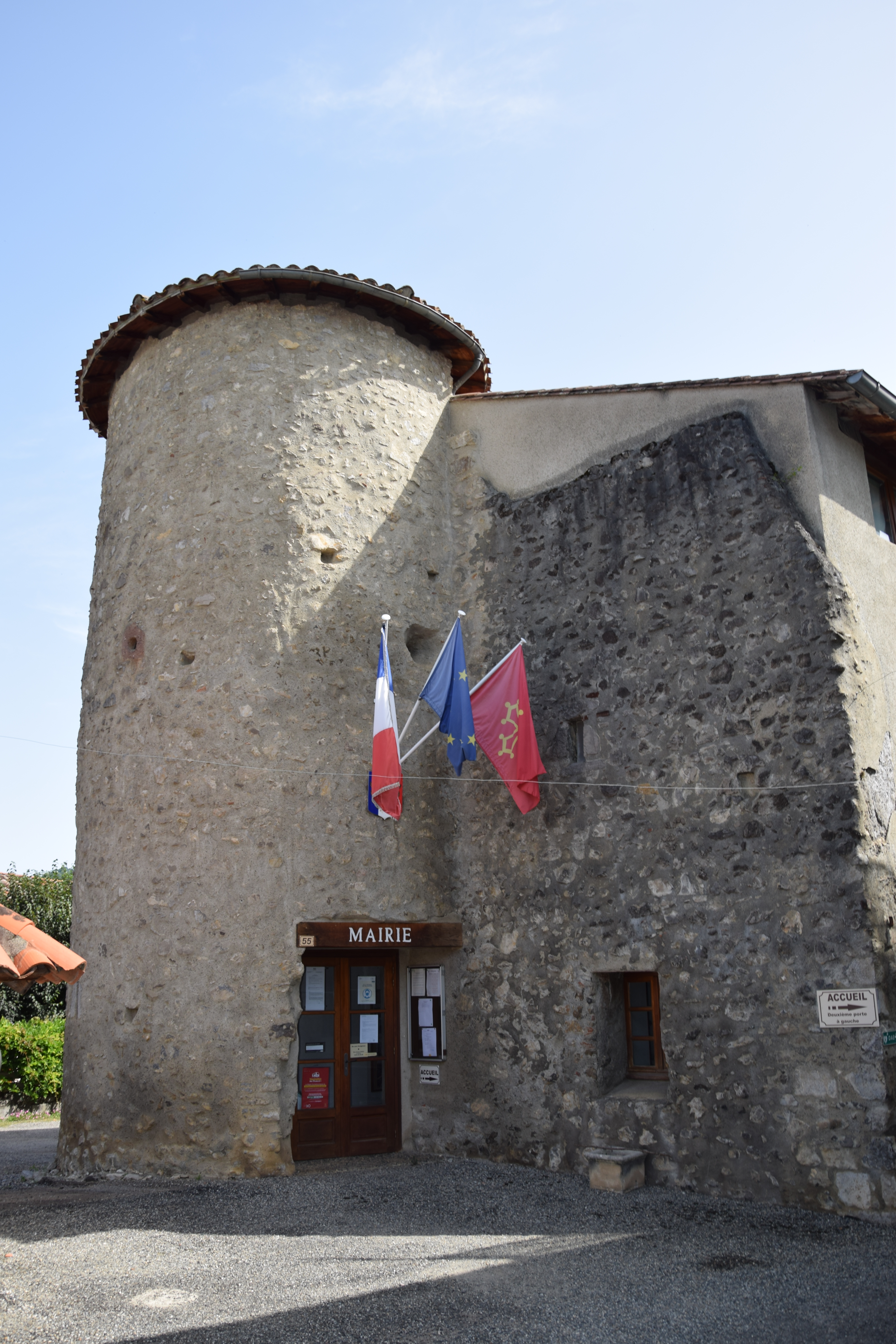
La mairie.

| Période                                  | Période  | Identité        | Étiquette | Qualité                     |
| ---------------------------------------- | -------- | --------------- | --------- | --------------------------- |
| 1971                                     | 1983     | Maurice Fauroux | PS        | Conseiller général          |
| 1986                                     | 2001     | Irmine Rougé    | PS        |                             |
| mars 2001                                | En cours | Ginette Busca   | PS        | Retraitée Fonction publique |
| Les données manquantes sont à compléter. |          |                 |           |                             |

## Population et société

### Démographie
L'évolution du nombre d'habitants est connue à travers les recensements de la population effectués dans la commune depuis 1793. Pour les communes de moins de 10 000 habitants, une enquête de recensement portant sur toute la population est réalisée tous les cinq ans, les populations de référence des années intermédiaires étant quant à elles estimées par interpolation ou extrapolation. Pour la commune, le premier recensement exhaustif entrant dans le cadre du nouveau dispositif a été réalisé en 2005.

En 2022, la commune comptait 1 001 habitants, en évolution de −7,49 % par rapport à 2016 (Ariège : +1,48 %, France hors Mayotte : +2,11 %).
| 1793  | 1800  | 1806  | 1821  | 1831  | 1836  | 1841  | 1846  | 1851  |
| ----- | ----- | ----- | ----- | ----- | ----- | ----- | ----- | ----- |
| 1 296 | 1 555 | 1 560 | 1 739 | 1 889 | 1 849 | 1 859 | 1 826 | 1 902 |

| 1856  | 1861  | 1866  | 1872  | 1876  | 1881  | 1886  | 1891  | 1896  |
| ----- | ----- | ----- | ----- | ----- | ----- | ----- | ----- | ----- |
| 1 606 | 1 568 | 1 589 | 1 672 | 1 726 | 1 936 | 1 800 | 1 622 | 1 535 |

| 1901  | 1906  | 1911  | 1921  | 1926  | 1931  | 1936 | 1946 | 1954 |
| ----- | ----- | ----- | ----- | ----- | ----- | ---- | ---- | ---- |
| 1 594 | 1 571 | 1 299 | 1 108 | 1 035 | 1 032 | 962  | 909  | 847  |

| 1962 | 1968 | 1975 | 1982 | 1990 | 1999 | 2005  | 2006  | 2010  |
| ---- | ---- | ---- | ---- | ---- | ---- | ----- | ----- | ----- |
| 818  | 801  | 774  | 857  | 926  | 977  | 1 040 | 1 032 | 1 047 |

| 2015  | 2020  | 2022  | - | - | - | - | - | - |
| ----- | ----- | ----- | - | - | - | - | - | - |
| 1 082 | 1 010 | 1 001 | - | - | - | - | - | - |

| selon la population municipale des années : | 1968 | 1975 | 1982 | 1990 | 1999 | 2006 | 2009 | 2013 |
| Rang de la commune dans le département      | 34   | 28   | 25   | 24   | 23   | 26   | 27   | 26   |
| Nombre de communes du département           | 340  | 328  | 330  | 332  | 332  | 332  | 332  | 332  |

### Enseignement
Avec une population communale supérieure à 1 000 habitants, la commune de Montjoie-en-Couserans n'a cependant pas d'école primaire, la majorité des jeunes élèves sont scolarisés à l'école Oscar-Auriac de Saint-Lizier.

### Culture et festivités
- L'association Les Amis du patrimoine religieux et communal de Montjoie-en-Couserans œuvre depuis 2006[63].
- La commune dispose d'une vaste salle des fêtes située entre Montjoie et Audinac. Elle peut être mise à disposition selon disponibilité. Des salles plus modestes existent dans certains villages éloignés comme aux Baudis.
- Comité des fêtes.

### Activités sportives
- ''Les Crins en Soi'' : équitation personnalisée de pleine nature, randonnée équestre, relation au cheval, Hameau de Seillé
- randonnée pédestre, notamment vers la table d'orientation au Tuc de Montcalivert (677 m), lequel est un objectif de promenade apprécié dans le Saint-Gironnais.

### Écologie et recyclage
Une aire de covoiturage est aménagée aux abords de la RD 117 conduisant de Saint-Girons à Foix.
La déchetterie la plus proche se trouve à Saint-Girons au lieudit « Palétès ».

## Économie

### Revenus
En 2018, la commune compte 489 ménages fiscaux, regroupant 1 065 personnes. La médiane du revenu disponible par unité de consommation est de 21 460 € (19 820 € dans le département).

### Emploi
| Division       | 2008  | 2013   | 2018   |
| -------------- | ----- | ------ | ------ |
| Commune        | 3,9 % | 8,8 %  | 7,8 %  |
| Département    | 8,9 % | 11,1 % | 11,2 % |
| France entière | 8,3 % | 10 %   | 10 %   |

En 2018, la population âgée de 15 à 64 ans s'élève à 607 personnes, parmi lesquelles on compte 76,3 % d'actifs (68,6 % ayant un emploi et 7,8 % de chômeurs) et 23,7 % d'inactifs,. Depuis 2008, le taux de chômage communal (au sens du recensement) des 15-64 ans est inférieur à celui de la France et du département.
La commune fait partie de la couronne de l'aire d'attraction de Saint-Girons, du fait qu'au moins 15 % des actifs travaillent dans le pôle,. Elle compte 109 emplois en 2018, contre 101 en 2013 et 110 en 2008. Le nombre d'actifs ayant un emploi résidant dans la commune est de 432, soit un indicateur de concentration d'emploi de 25,3 % et un taux d'activité parmi les 15 ans ou plus de 51,4 %.
Sur ces 432 actifs de 15 ans ou plus ayant un emploi, 66 travaillent dans la commune, soit 15 % des habitants. Pour se rendre au travail, 88,3 % des habitants utilisent un véhicule personnel ou de fonction à quatre roues, 1,9 % les transports en commun, 1,7 % s'y rendent en deux-roues, à vélo ou à pied et 8 % n'ont pas besoin de transport (travail au domicile).

### Activités hors agriculture
79 établissements sont implantés  à Montjoie-en-Couserans au 31 décembre 2019. Le tableau ci-dessous en détaille le nombre par secteur d'activité et compare les ratios avec ceux du département,.
| Secteur d'activité                                                                                        | Commune | Commune | Département |
| Secteur d'activité                                                                                        | Nombre  | %       | %           |
| --- | ------- | ------- | ----------- |
| Ensemble                                                                                                  | 79      |         |             |
| Industrie manufacturière, industries extractives et autres                                                | 4       | 5,1 %   | (12,9 %)    |
| Construction                                                                                              | 19      | 24,1 %  | (14,2 %)    |
| Commerce de gros et de détail, transports, hébergement et restauration                                    | 17      | 21,5 %  | (27,5 %)    |
| Activités financières et d'assurance                                                                      | 1       | 1,3 %   | (2,8 %)     |
| Activités immobilières                                                                                    | 3       | 3,8 %   | (4,2 %)     |
| Activités spécialisées, scientifiques et techniques et activités de services administratifs et de soutien | 19      | 24,1 %  | (13,2 %)    |
| Administration publique, enseignement, santé humaine et action sociale                                    | 5       | 6,3 %   | (14,4 %)    |
| Autres activités de services                                                                              | 11      | 13,9 %  | (8,8 %)     |

Le secteur des activités spécialisées, scientifiques et techniques et des activités de services administratifs et de soutien est prépondérant sur la commune puisqu'il représente 24,1 % du nombre total d'établissements de la commune (19 sur les 79 entreprises implantées  à Montjoie-en-Couserans), contre 13,2 % au niveau départemental.
Les cinq entreprises ayant leur siège social sur le territoire communal qui génèrent le plus de chiffre d'affaires en 2020 sont : 
- SAS de la Pierre D'angle, location de terrains et d'autres biens immobiliers (631 k€)
- SARL Parisud, location de terrains et d'autres biens immobiliers (321 k€)
- SARL Bijoux Passion, commerce de détail d'articles d'horlogerie et de bijouterie en magasin spécialisé (266 k€)
- France Sapin Bio, production de sapins de Noël et de sirop de bourgeons de sapin, à Bello (232 k€)
- Alphaco - Apc, travaux d'installation électrique dans tous locaux (88 k€)

Quelques autres établissements :
- Camping : 115 emplacements pour tentes, camping-cars, etc. et nombreux habitats légers de loisirs différents à Audinac-les-Bains.
- Restaurant La ferme de Gaya, Téoulé, après le village de Baliard.
- Épicerie itinérante Le Château ambulant propose ses produits biologiques et locaux depuis Montjoie. Sur la place de 17 h à 19 h le mardi.
- Clinique vétérinaire du Chat perché avec possibilité d'hospitalisation de chevaux à la ferme de Saint-Ignan.

### Agriculture
La commune fait partie de la petite région agricole dénommée « Région sous-pyrénéenne ». En 2010, l'orientation technico-économique de l'agriculture  sur la commune est la polyculture et le polyélevage.
|                                   | 1988  | 2000 | 2010 |
| --------------------------------- | ----- | ---- | ---- |
| Exploitations                     | 70    | 55   | 42   |
| Superficie agricole utilisée (ha) | 1 816 | 1689 | 1647 |

Le nombre d'exploitations agricoles en activité et ayant leur siège dans la commune est passé de 70 lors du recensement agricole de 1988 à 55 en 2000 puis à 42 en 2010, soit une baisse de 40 % en 22 ans. Le même mouvement est observé à l'échelle du département qui a perdu pendant cette période 48 % de ses exploitations. La surface agricole utilisée sur la commune a également diminué, passant de 1 816 ha en 1988 à 1 647 ha en 2010. Parallèlement la surface agricole utilisée moyenne par exploitation a augmenté, passant de 26 à 39 ha.

## Culture locale et patrimoine

### Lieux et monuments
Montjoie-en-Couserans
- Église Notre-Dame-de-l'Assomption, église fortifiée à clocher-mur, classée monument historique depuis 1901[70].
- Porte de ville, inscrite au titre des monuments historiques depuis 1965[71].
- Oratoire dédié à la Vierge Marie.

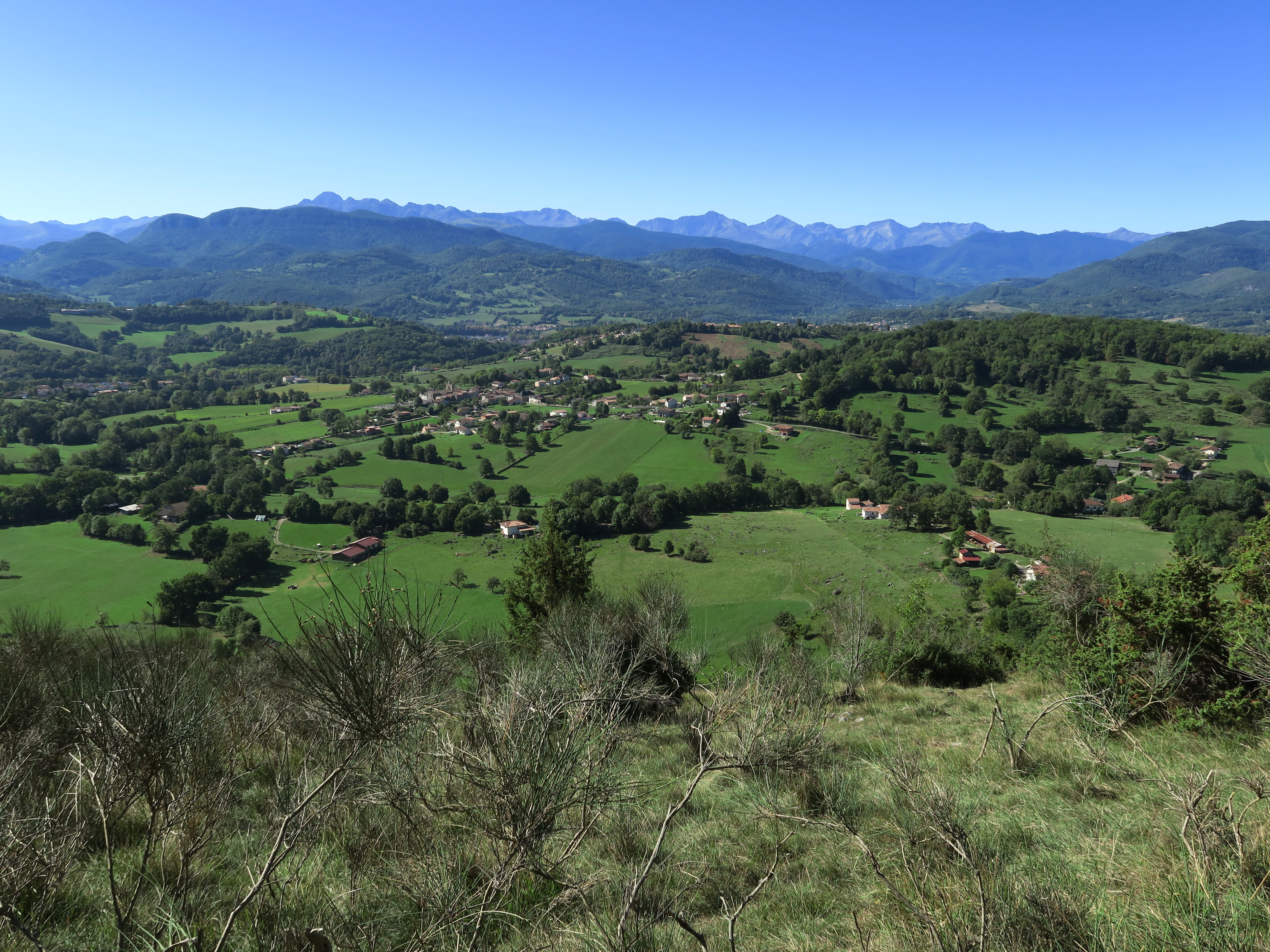
Le village vu depuis le tuc de Montcalivert.
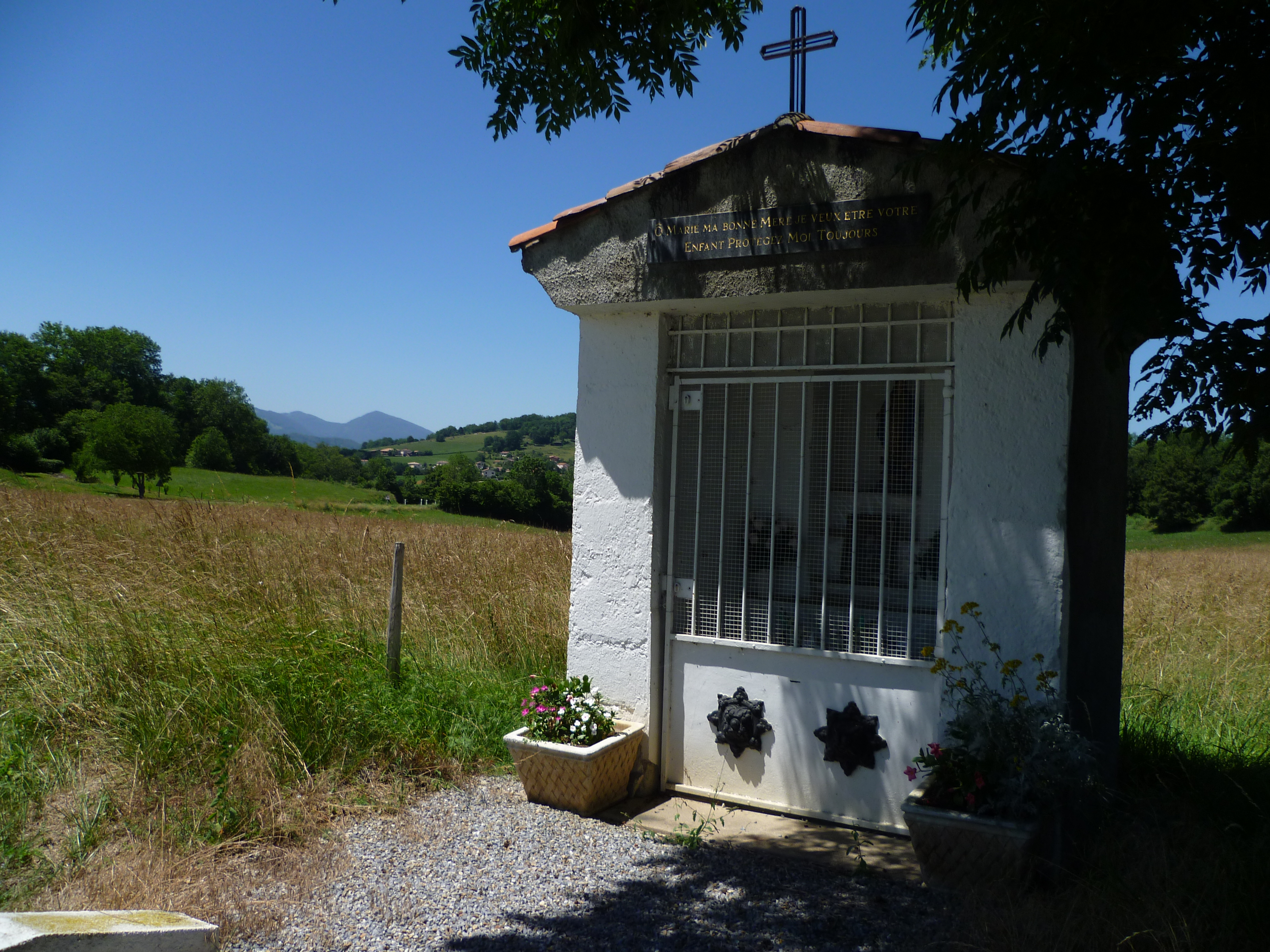
Oratoire dédié à la Vierge Marie.
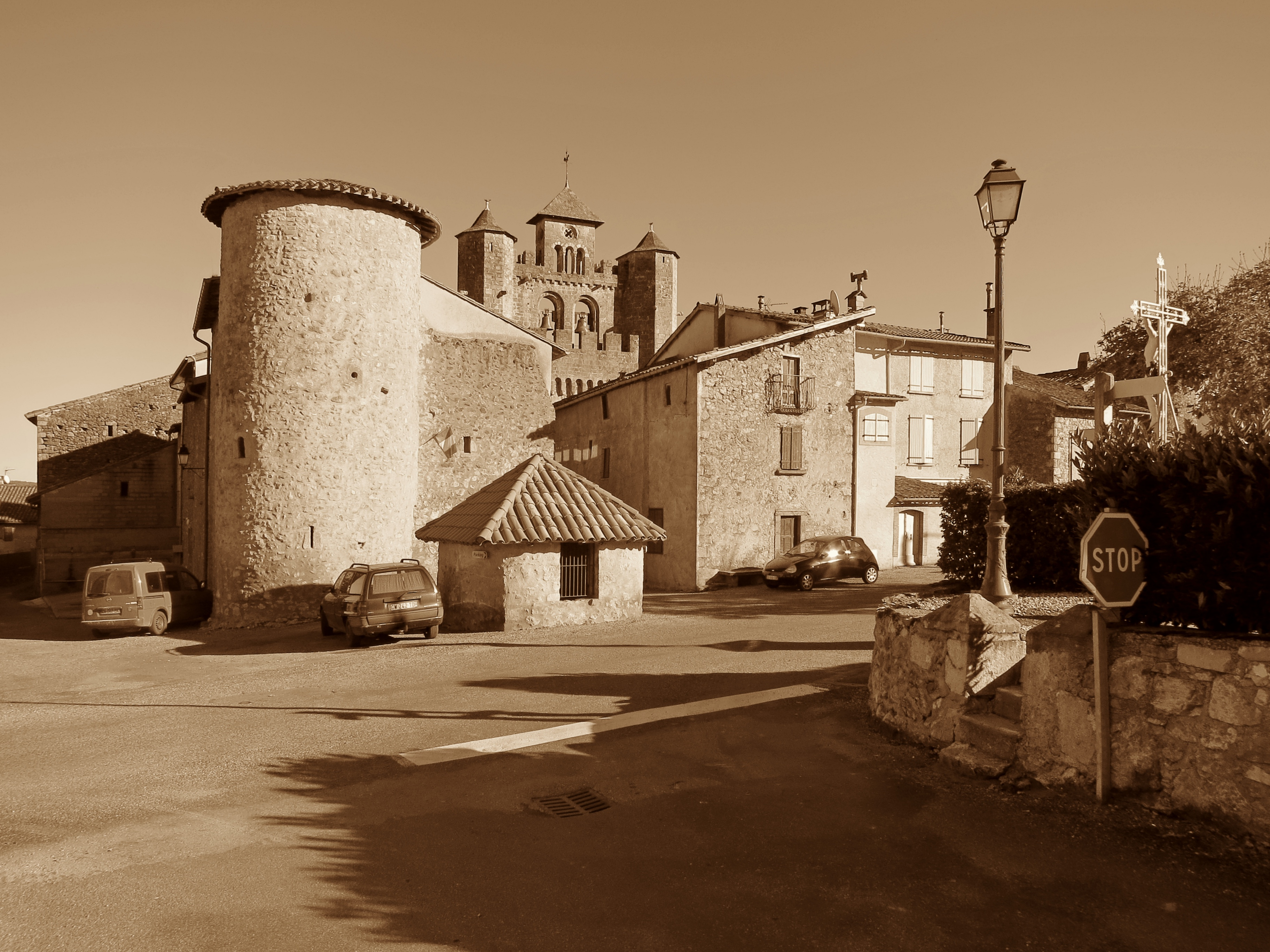
Le centre-village avec vue sur l'église Notre-Dame-de-l'Assomption.
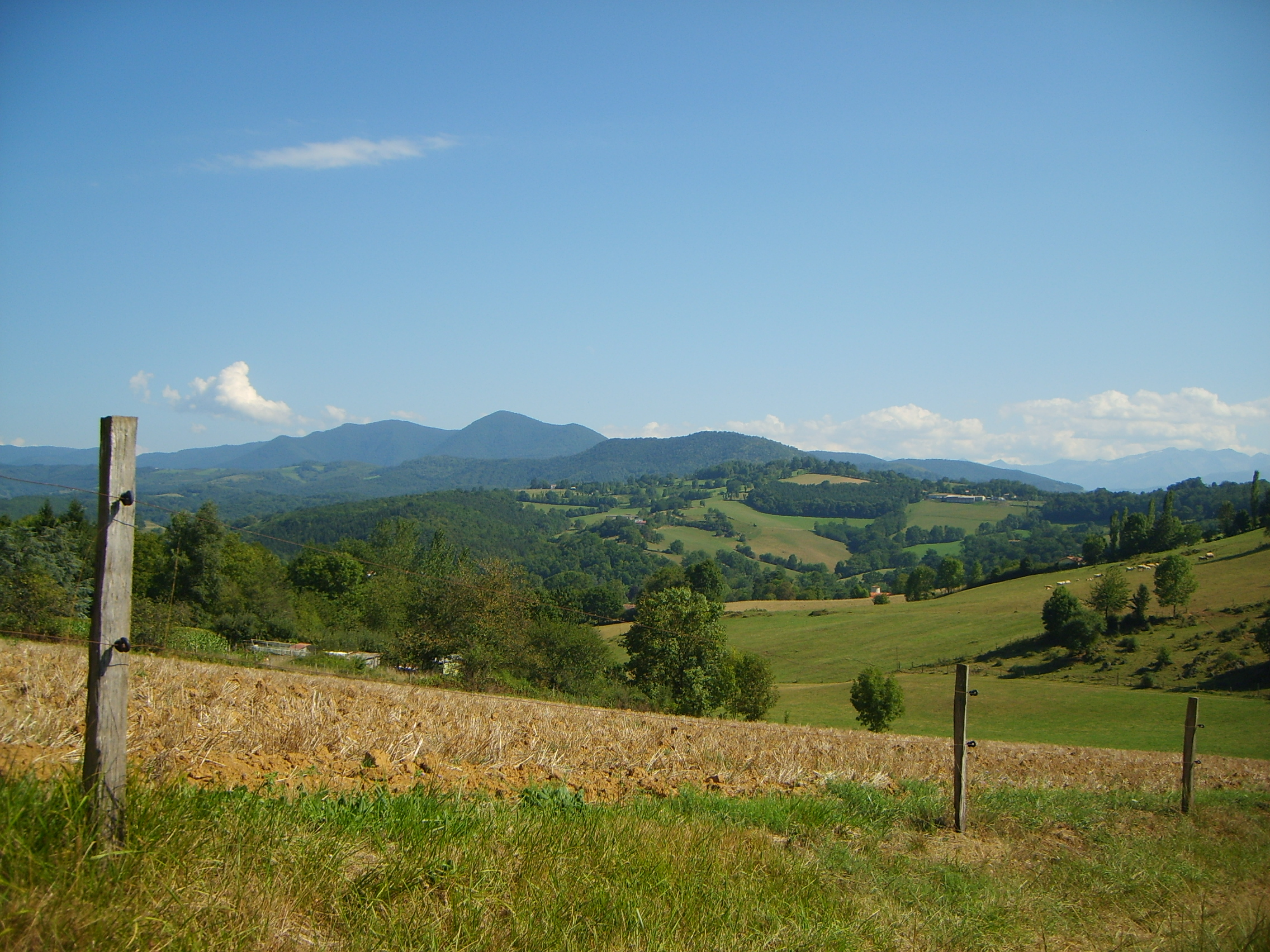
La campagne et le tuc de la Courate vue depuis la route de Saint-Lizier (ancienne voie romaine).
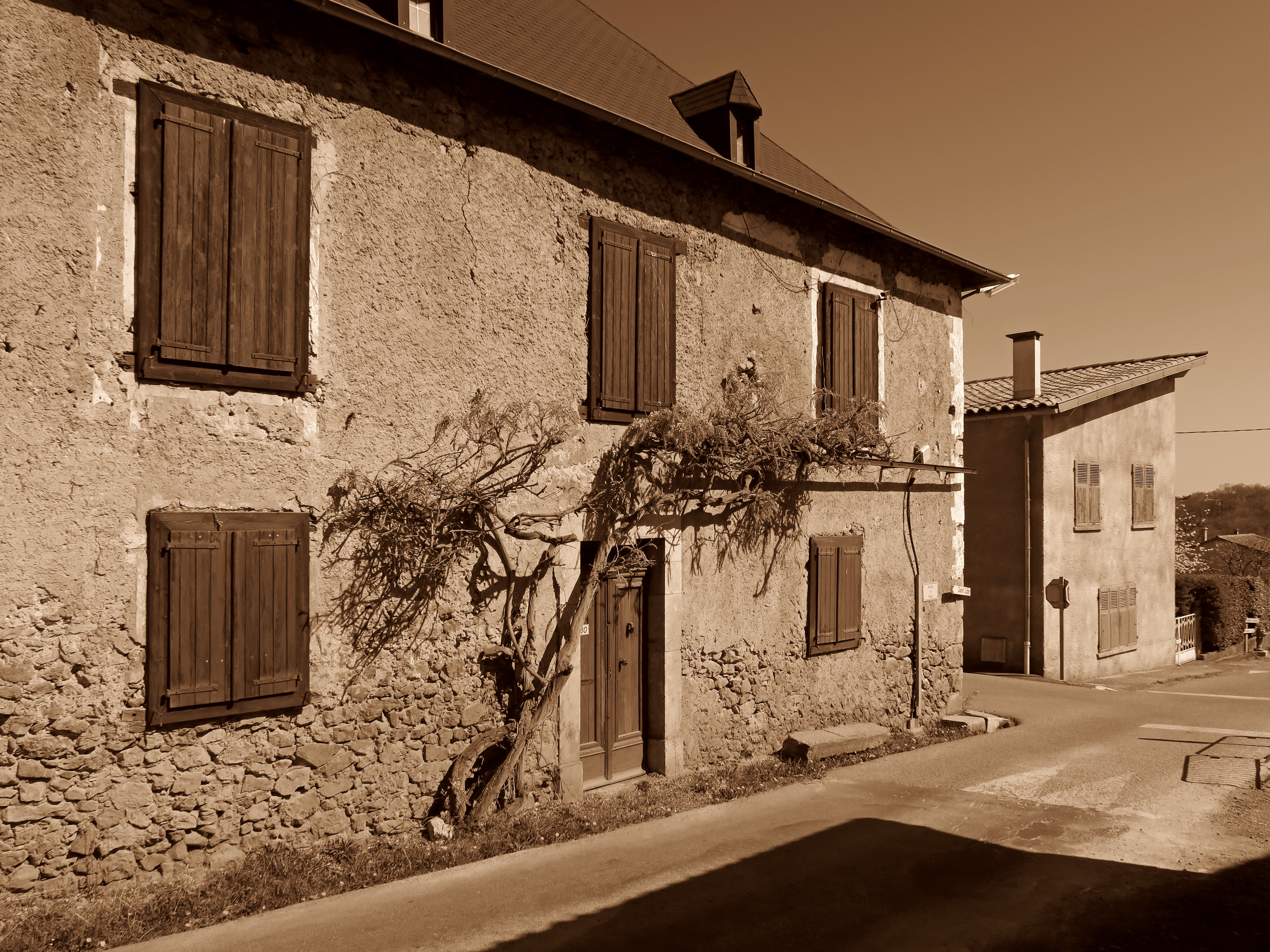
Route de Gilou.
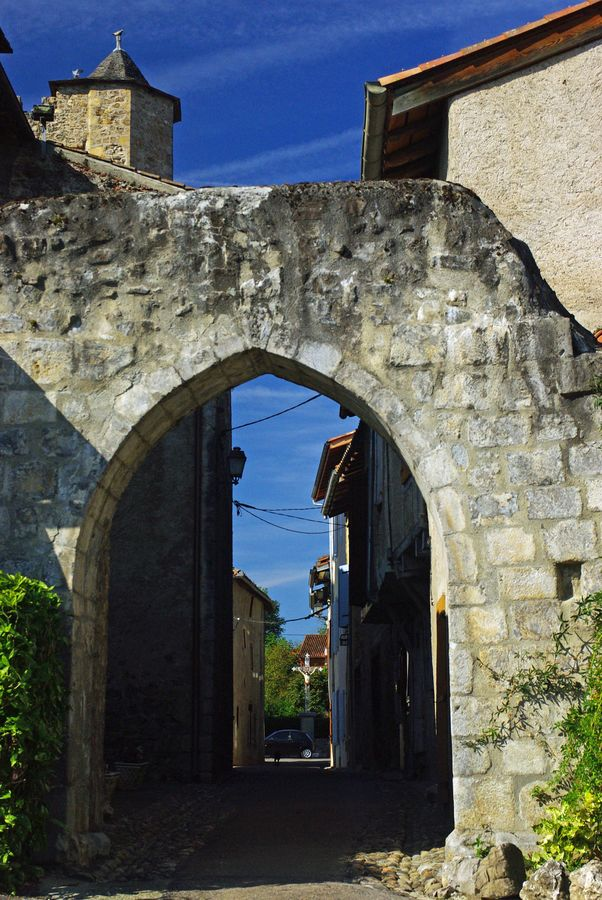
Porte de ville de Montjoie-en-Couserans inscrite au titre des monuments historiques.

Hameau de Baliard
- Église Saint-Étienne de Baliard[63].

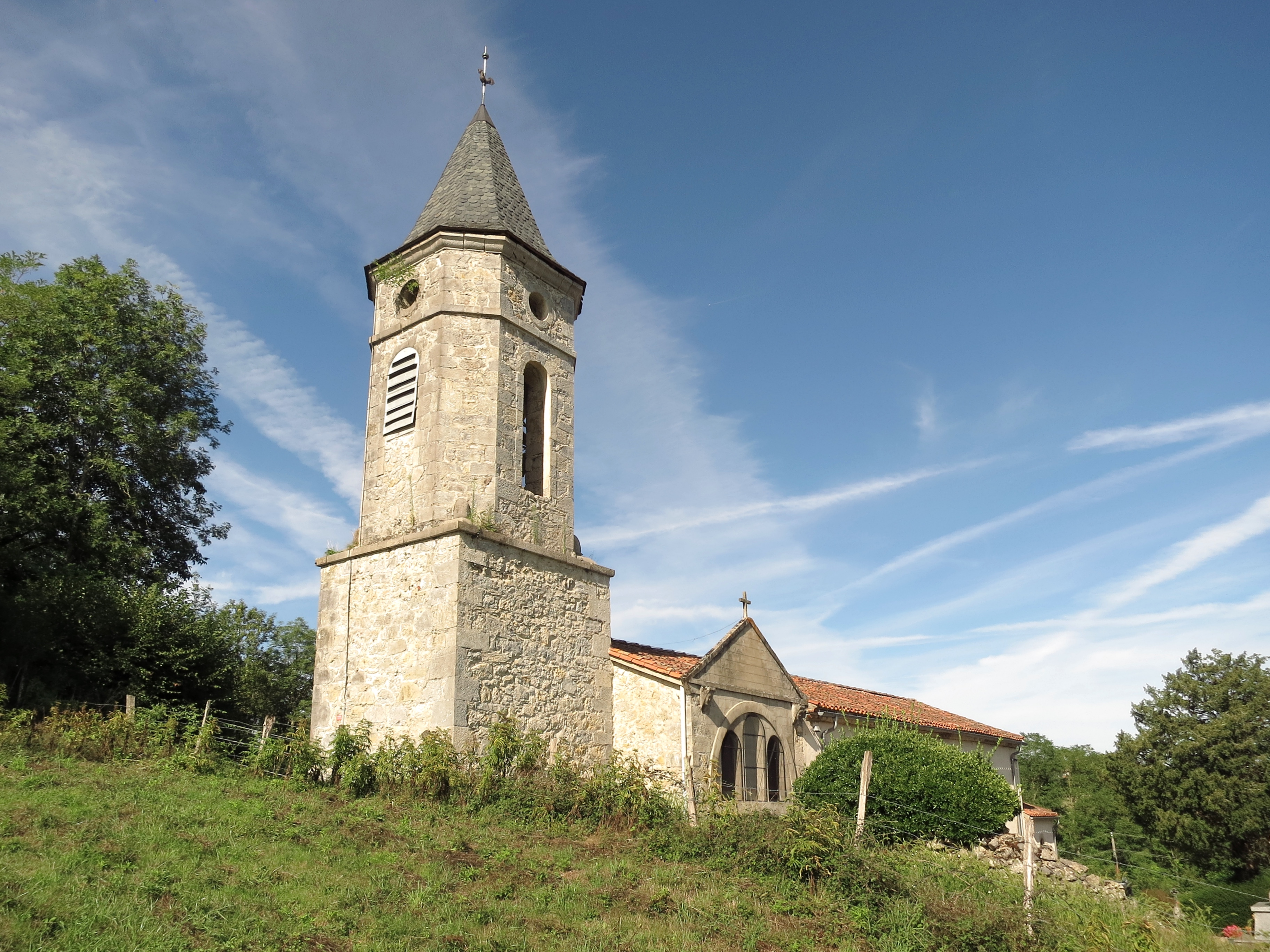
Église Saint-Étienne de Baliard.
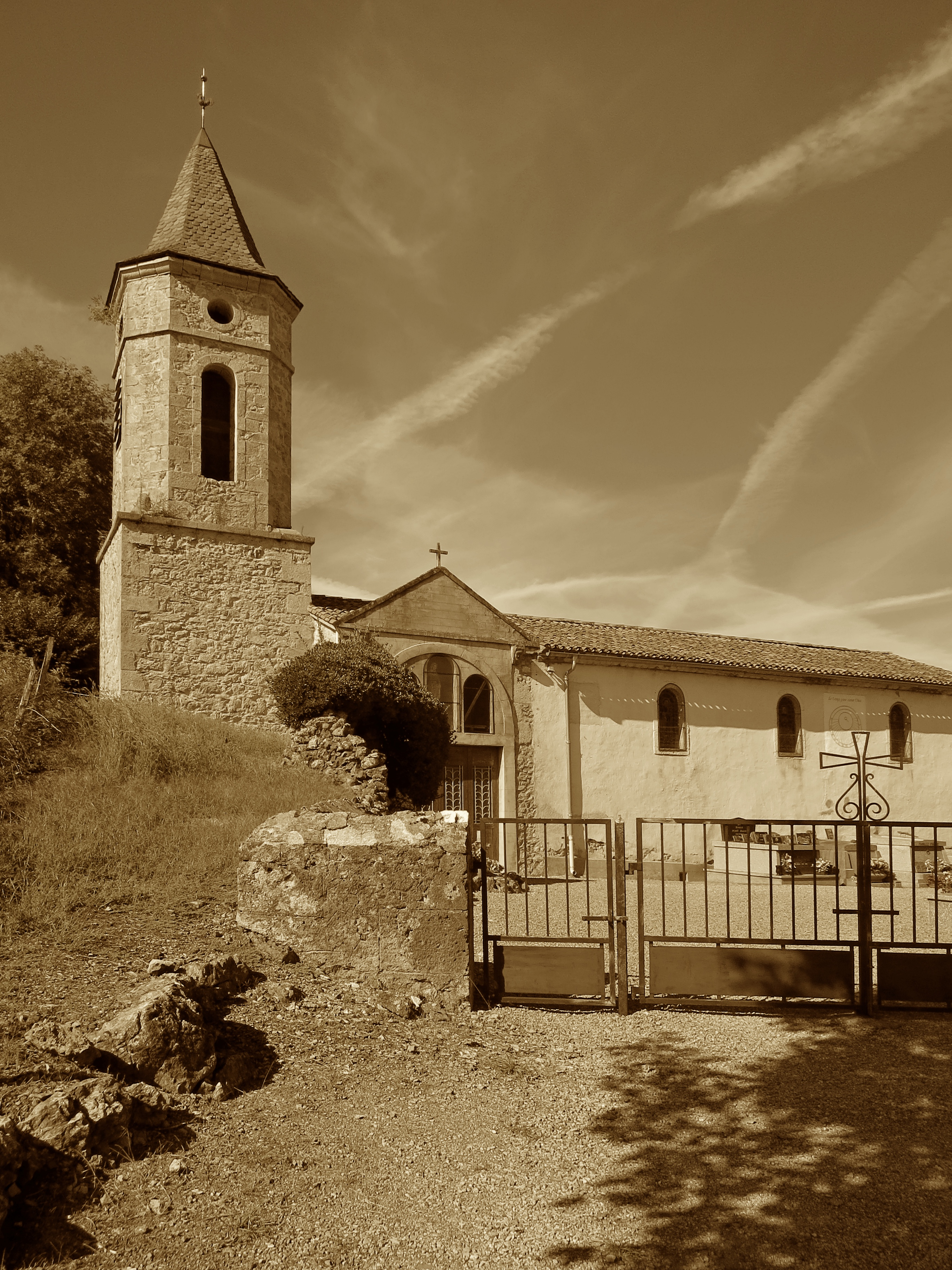
Église Saint-Étienne.
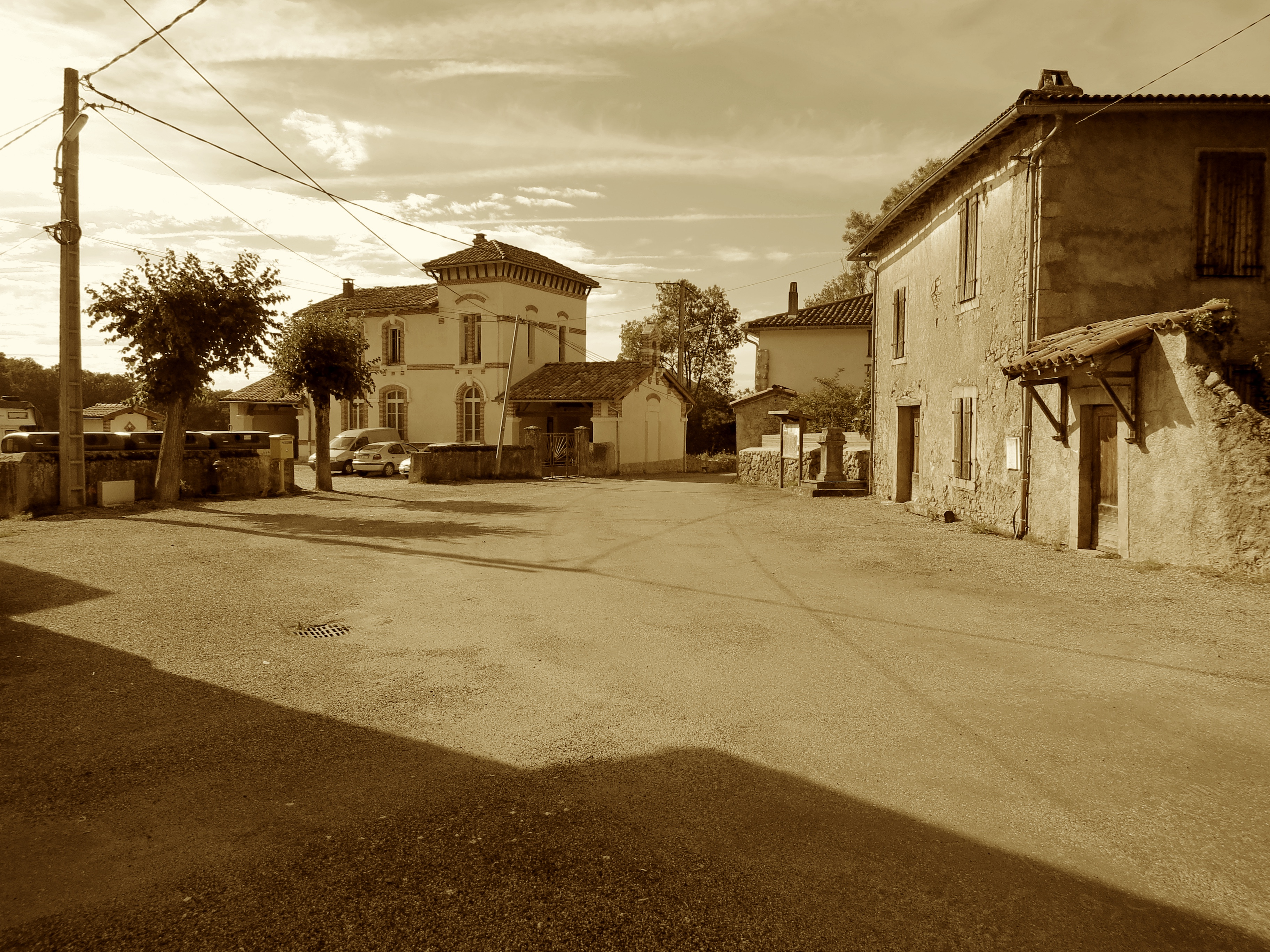
Le hameau de Baliard.

Hameau Les Baudis
- Église de la Nativité-de-la-Sainte-Vierge des Baudis[72].

Hameau de Lara
- Église Saint-Hilaire-et-Sainte-Eulalie de Lara.

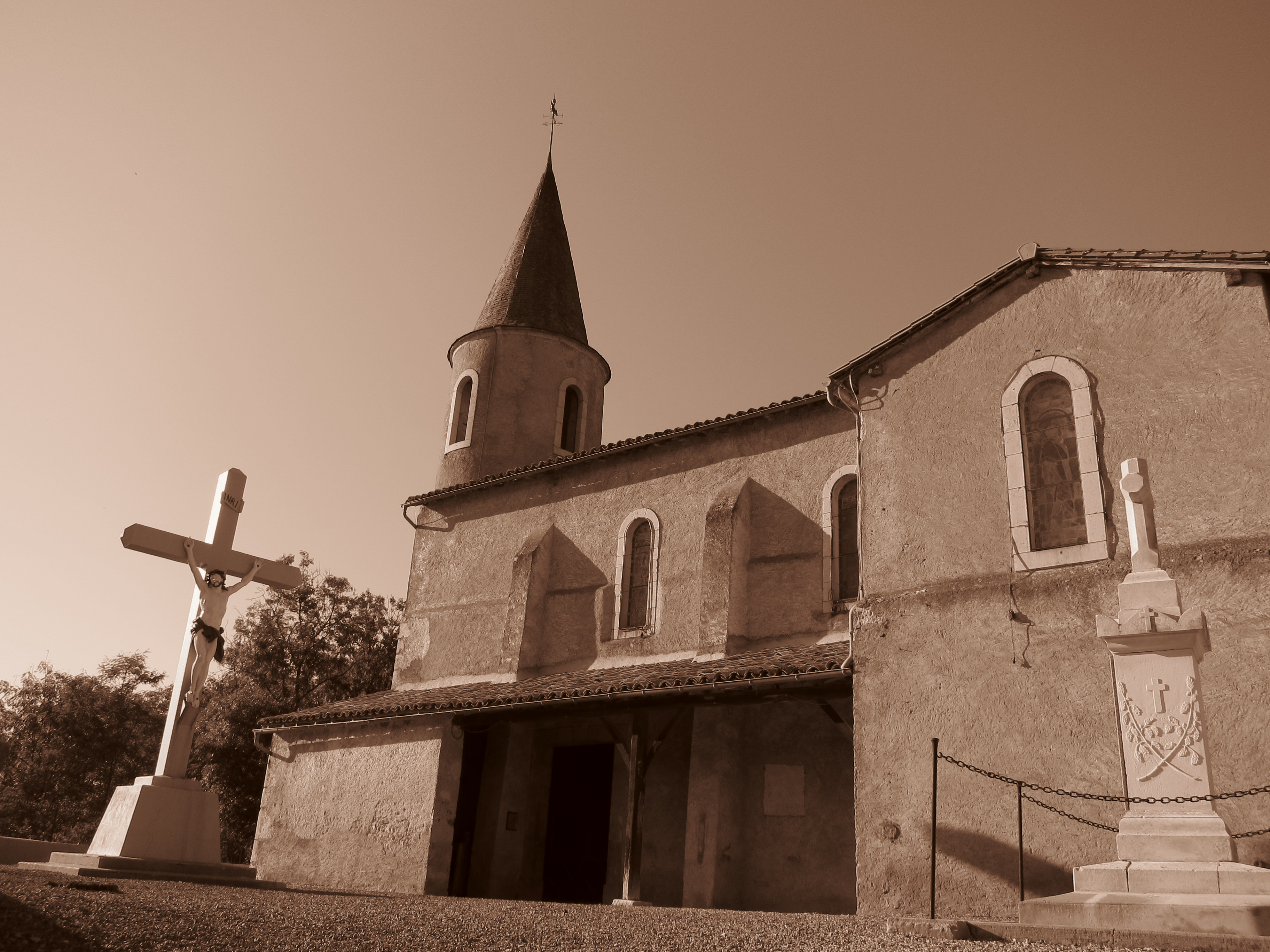
L'église Saint-Hilaire-et-Sainte-Eulalie de Lara, statue du Christ en croix et monument aux morts.
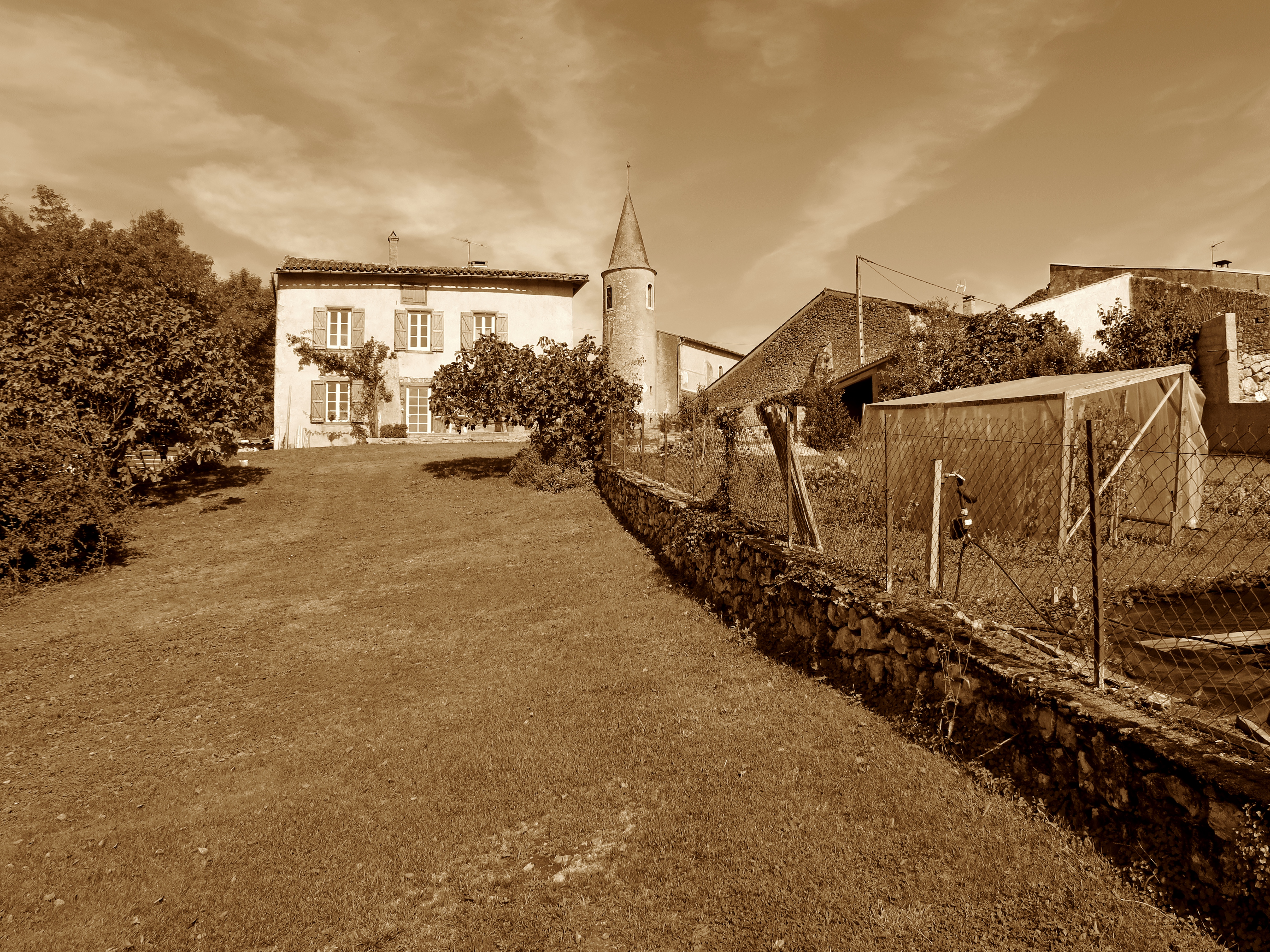
Hameau de Lara.

Hameau de Maubresc
- Le Tuc de Montcalivert est le point culminant de la commune à 677 m.

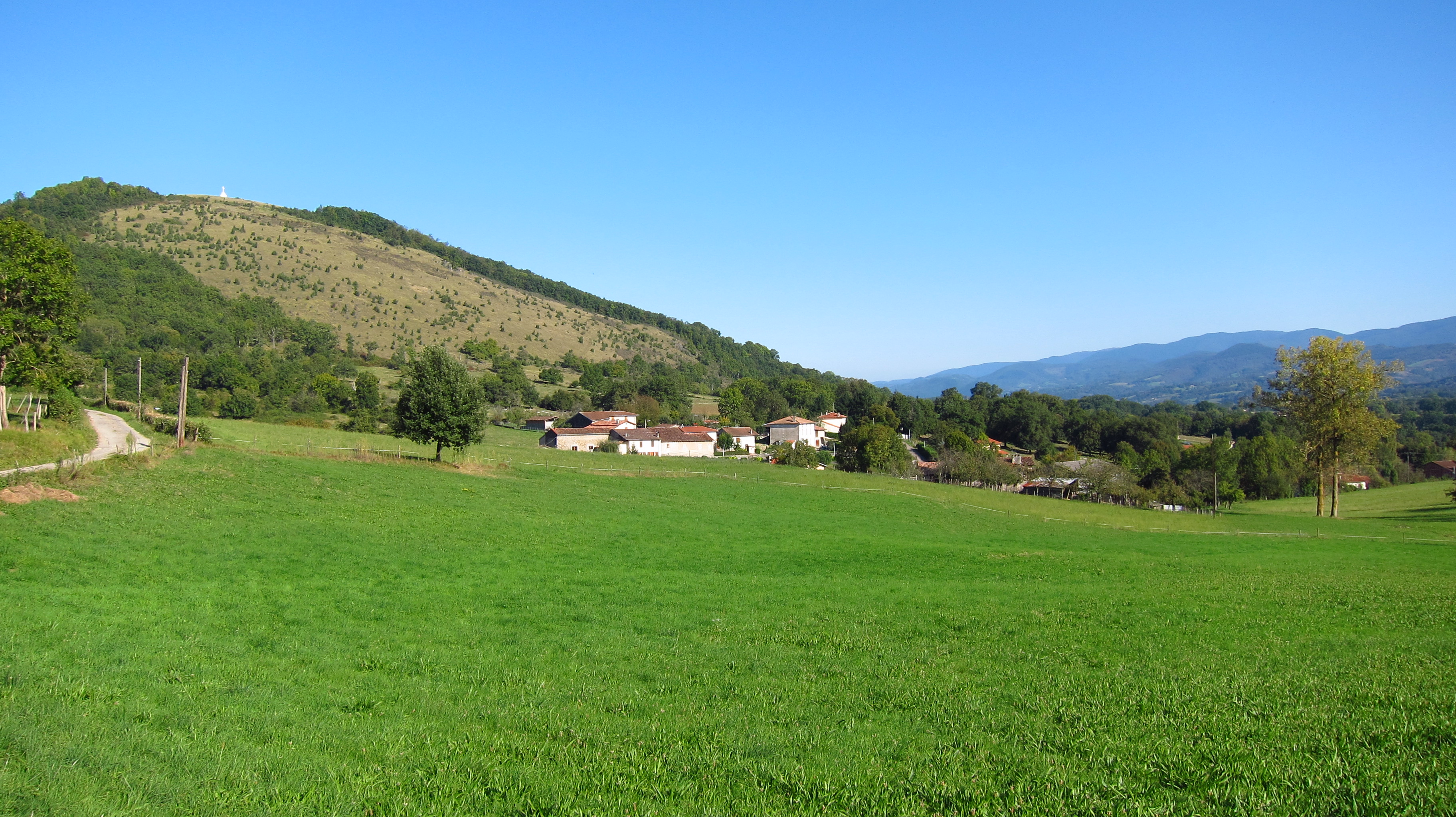
Le Tuc de Montcalivert et le hameau de Maubresc.
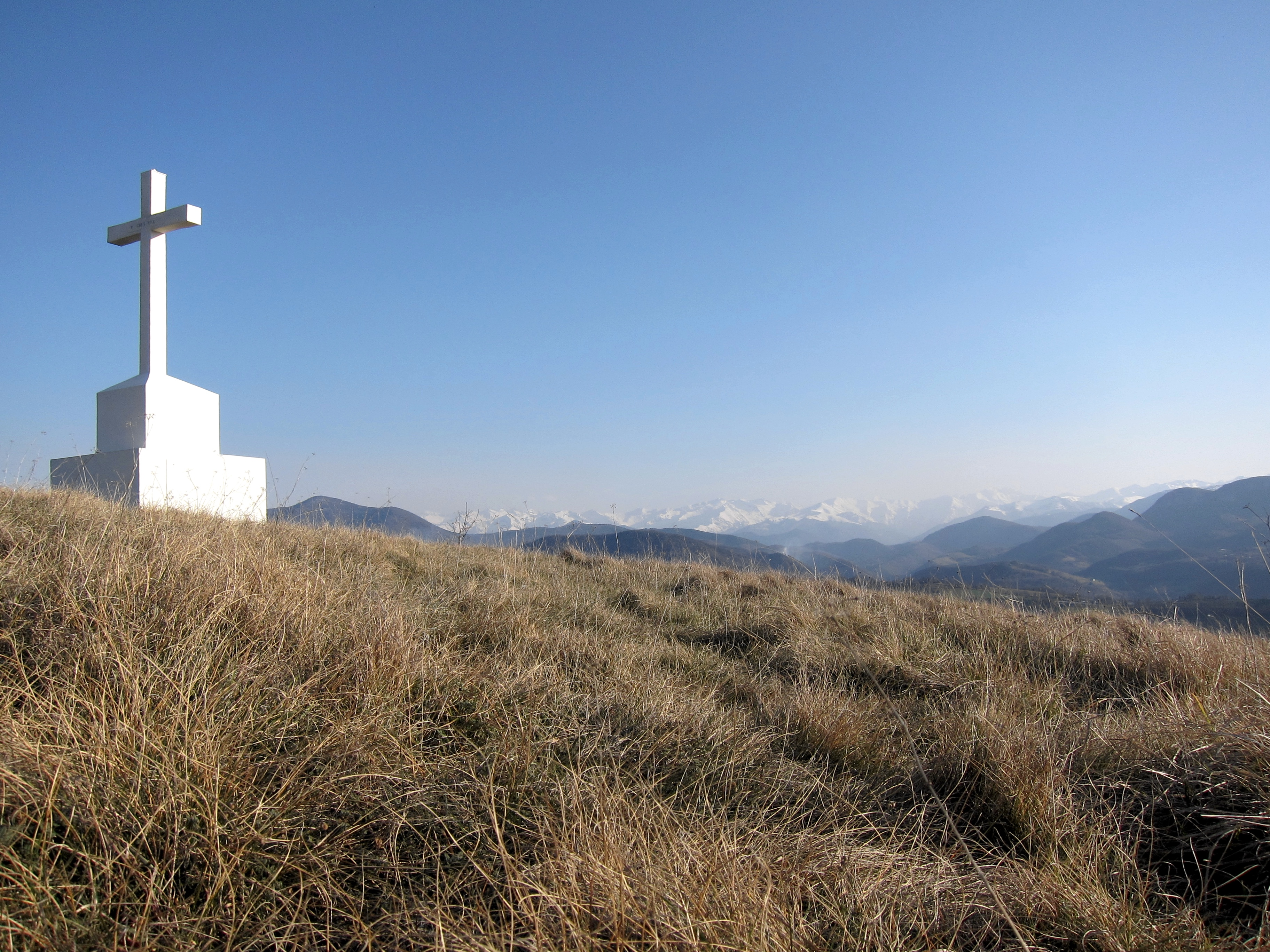
Croix au sommet du Tuc de Montcalivert.

### Personnalités liées à la commune
- Roger Tort (1918-1975), évêque de Montauban, né au hameau des Baudis.
- Roger Fauroux (1926-2021), ministre et ancien maire de Saint-Girons, a résidé sur la commune.